# 252 a. C.
El año 252 a. C. fue un año del calendario romano prejuliano. En el Imperio romano se conocía como el año 502 ab urbe condita.

## Acontecimientos

### República romana
- Consulados de Cayo Aurelio Cota y Publio Servilio Gémino en la Antigua Roma.[1]

### Vietnam
- La dinastía Thuc reemplaza a la dinastía Hong Bang en Au Lac,un reino en el centro de Vietnam.

## Nacimientos
- Filopemen (Philopoemen, Φιλοποίμην), militar griego.

## Fallecimientos
- Abántidas, tirano de Sición, es asesinado por sus enemigos. Le sucede su padre, Paseas.
- Zhao Sheng, señor de Zhao (China), uno de los Cuatro Señores de los Reinos Combatientes.